# هيثم حقي
هيثم حقي (ولد 29 أغسطس 1948 م) مخرج وكاتب ومنتج سوري. ومعارض سياسي.
اشتَهَر بإخراجه العديد من المسلسلات السورية، إضافة إلى إخراج عدد من الأعمال السينمائية السورية. تخرَّج في معهد فغيك للسينما في موسكو عام 1973. ويعمل منذ عام 1975 مخرجًا وكاتبَ سيناريو ومنتجًا وباحثًا في مجال السينما والتلفزة. وعُرف بموقفه الجريء المعارض للنظام السوري، ومطالبته بالحرية والعدالة والإفراج عن جميع المعتقلين، ووصف الثورة السورية بالثورة النبيلة.

## أعماله الكتابية
كتب السيناريو وأخرج فلمه السينمائي الطويل "التجلي الأخير لغيلان الدمشقي". وكتب السيناريو للفلم الروائي "الليل الطويل" الذي أخرجه حاتم علي. وهما من إنتاج شركة Reelfilms Productions التابعة ل شبكة أوربت التلفزية.

## أعماله
```
في الدراما التلفزيونية «إخراج»:
```

- «بصمات على جدار الزمن 1980»
- «حرب السنوات الأربع 1985»
- «عزالدين القسام 1981»
- «المرايا 1984»
- «دائرة النار 1988»
- «غضب الصحراء 1989»
- «هجرة القلوب إلى القلوب 1990»
- «الدغري 1992»
- «ليل الخائفين 1994»
- «خان الحرير 1996»
- «الثريا 1998»
- «خان الحرير 2 1998»
- «رماد وملح 1998»
- «سيرة آل الجلالي 2000»
- «الأيام المتمردة 2001»
- «قوس قزح 2001»
- «ردم الأساطير 2002»
- «ذكريات الزمن القادم 2003»
- «الخيط الأبيض 2004»
- «الشمس تشرق من جديد 2005»
- «أحلام في البوابة 2005»

// أفلام تلفزيونية //
- الدوار 1993
- النو1993
- عبد السلام العجيلي ـ الرقة ، كاتب ومدينة 1993
- القاتل 1993
- شقاء1993
- موزاييك 1993

// برامج تلفزيونية //
- النادي السينمائي 1979
- روائع الفن 1979
- حياتنا 1980
- سلامتك 1982
- إفتح ياسمسم 1983

```
إنتاج في الدراما التلفزيونية:
```

- «شبكة العنكبوت»
- «قلوب خضراء»
- «قصة حب عادية جدًاً»
- «الحصرم الشامي» 3 أجزاء
- «زمن الخوف»
- «أولاد القيمرية» جزأين
- «أناشيد المطر»
- «فجر آخر»
- «أصوات خافتة»
- «على قيد الحياة»
- «أبو خليل القباني»
- «وجوه وأماكن».

## في السينما
سيناريو وإخراج:
- «ملابسات حادثة عادية»

تاليف وإنتاج
- فيلم الليل الطويل.

سيناريو وإخراج وإنتاج
- «التجلي الأخير لغيلان الدمشقي»

إنتاج:
- «بصره»
- «روداج»
- «مطر أيلول»
- «الطريق الدائري»

## روابط خارجية
- هيثم حقي على موقع IMDb (الإنجليزية)
- هيثم حقي على موقع قاعدة بيانات الأفلام العربية
- هيثم حقي على موقع ألو سيني (الفرنسية)
- هيثم حقي على موقع قاعدة بيانات الفيلم (الإنجليزية)
- هيثم حقي على موقع كينوبويسك (الروسية)